# 아파치 오픈오피스
아파치 오픈오피스(Apache OpenOffice, AOO)는 오픈 소스 오피스 생산 소프트웨어 제품군의 하나이다. 오픈오피스 및 IBM 로터스 심포니의 뒤를 잇는 여러 프로젝트들 중 하나이다. 리브레오피스와 네오오피스의 가까운 사촌이다. 워드 프로세서(Writer), 스프레드시트(Calc), 프레젠테이션 애플리케이션(Impress), 드로잉 애플리케이션(Draw), 공식 편집기(Math), 데이터베이스 관리 애플리케이션(Base)가 포함되어 있다.
아파치 오픈오피스의 기본 파일 형식은 오픈도큐먼트 포맷(ODF)이며 이는 ISO/IEC 표준이다. 그 밖에 특히 마이크로소프트 오피스의 것에 집중한 다양한 파일 포맷을 읽고 쓸 수 있으나 리브레오피스와는 달리 마이크로소프트의 2007 이후 오피스 오픈 XML 포맷을 저장할 수는 없고 가져오기만 가능하다.
아파치 오픈오피스는 리눅스, macOS, 윈도우용으로 개발되며, 기타 운영 체제들로도 이식되었다. 아파치-2.0 라이선스로 배포된다. 최초 릴리스 버전은 2012년 5월 9일의 3.4.0이었다. 가장 최근의 중요한 기능 릴리스는 버전 4.1이며, 2014년 공개되었다. 이 프로젝트는 버그를 수정하고 사전을 업데이트하는 등 사소한 업데이트를 계속 출시하고 있으며 가끔은 기능 개선도 포함하고 있다.

## 같이 보기
- 오피스 제품군 비교